# Brdo (Nova Gorica)
Brdo (olasz nyelven: Berdo) falu Nyugat-Szlovéniában, a Goriška statisztikai régióban, a Vipava-völgyben, Dornberk falu közelében. Közigazgatásilag Nova Goricához tartozik. Lakosságának száma 67 fő.

## Fordítás
- Ez a szócikk részben vagy egészben  a   Brdo, Nova Gorica című angol Wikipédia-szócikk ezen változatának fordításán alapul.  Az eredeti cikk szerkesztőit annak laptörténete sorolja fel. Ez a jelzés csupán a megfogalmazás eredetét és a szerzői jogokat jelzi, nem szolgál a cikkben szereplő információk forrásmegjelöléseként.